# Grafenstein (Kärnten)

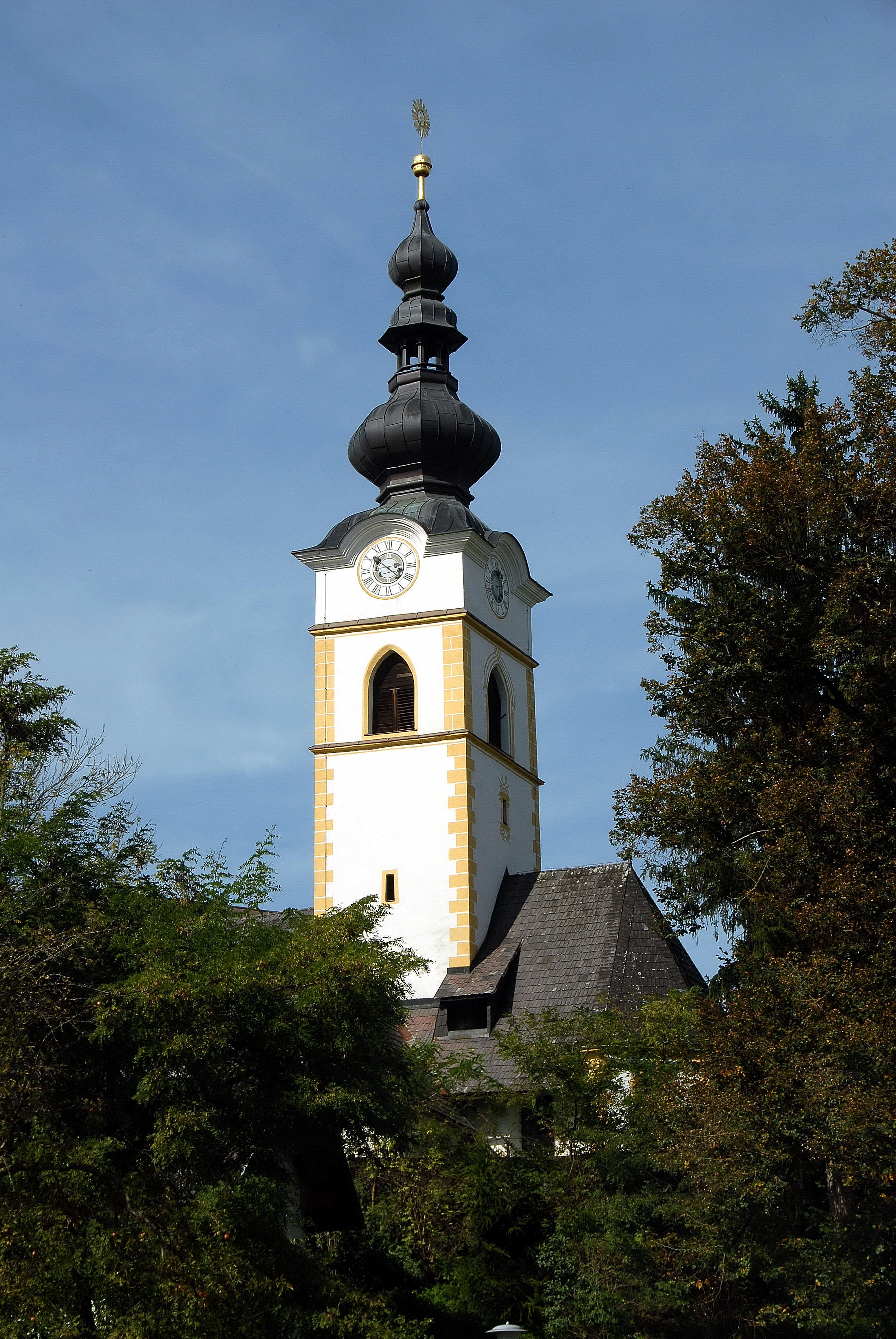
Pfarrkirche Heiliger Stefan

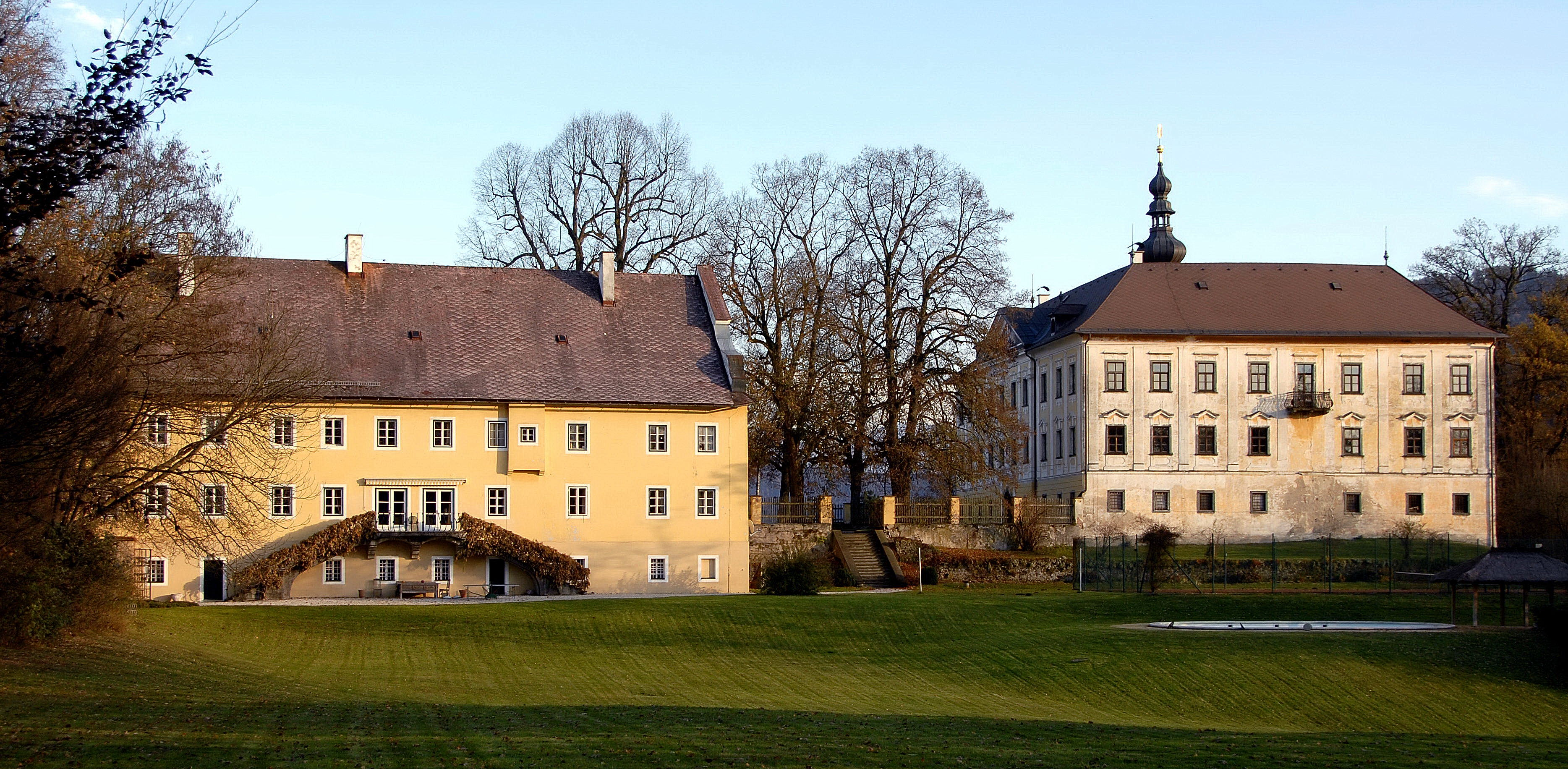
Gebäudekomplex des Schlosses Orsini-Rosenberg

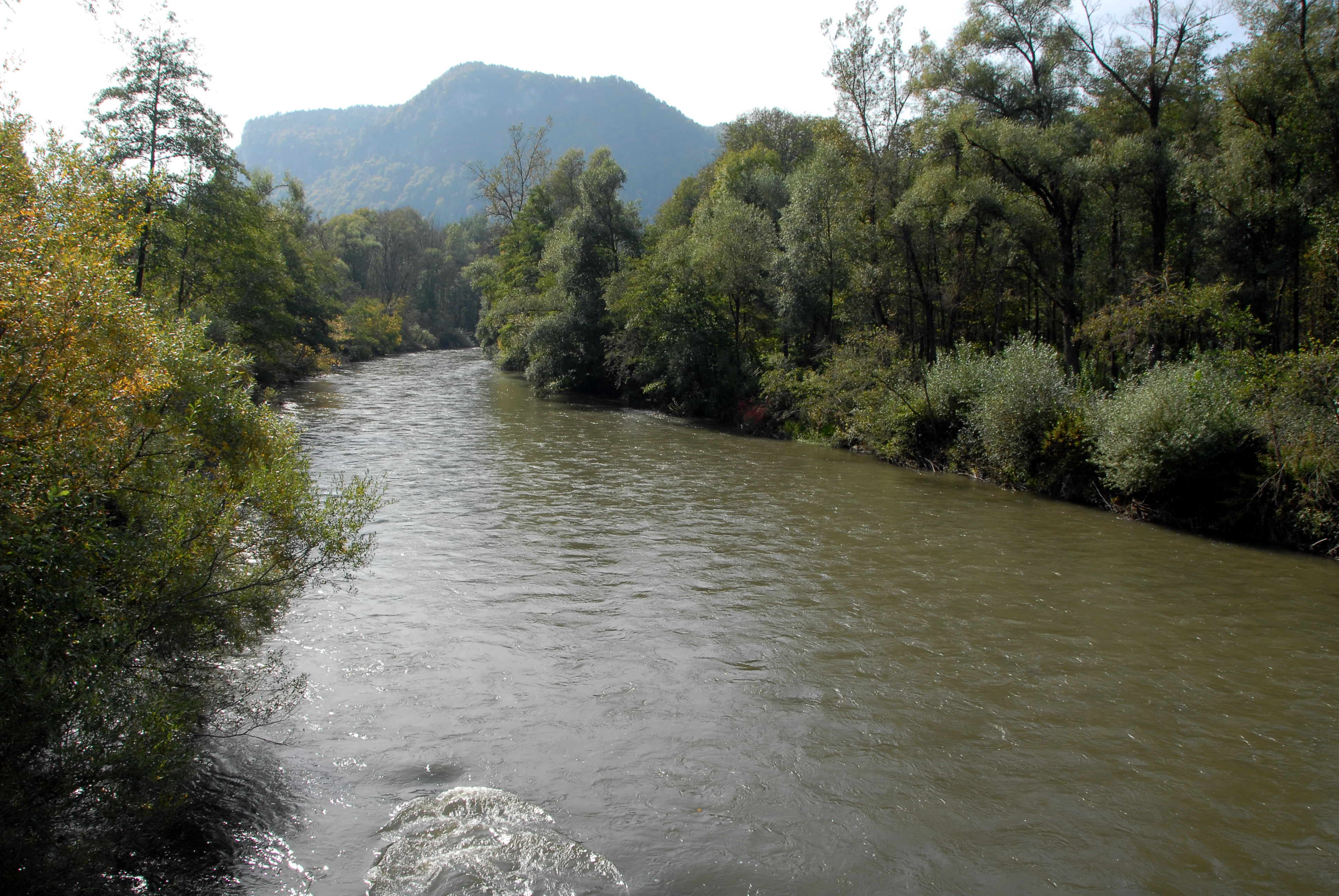
Die Gurk bei Truttendorf

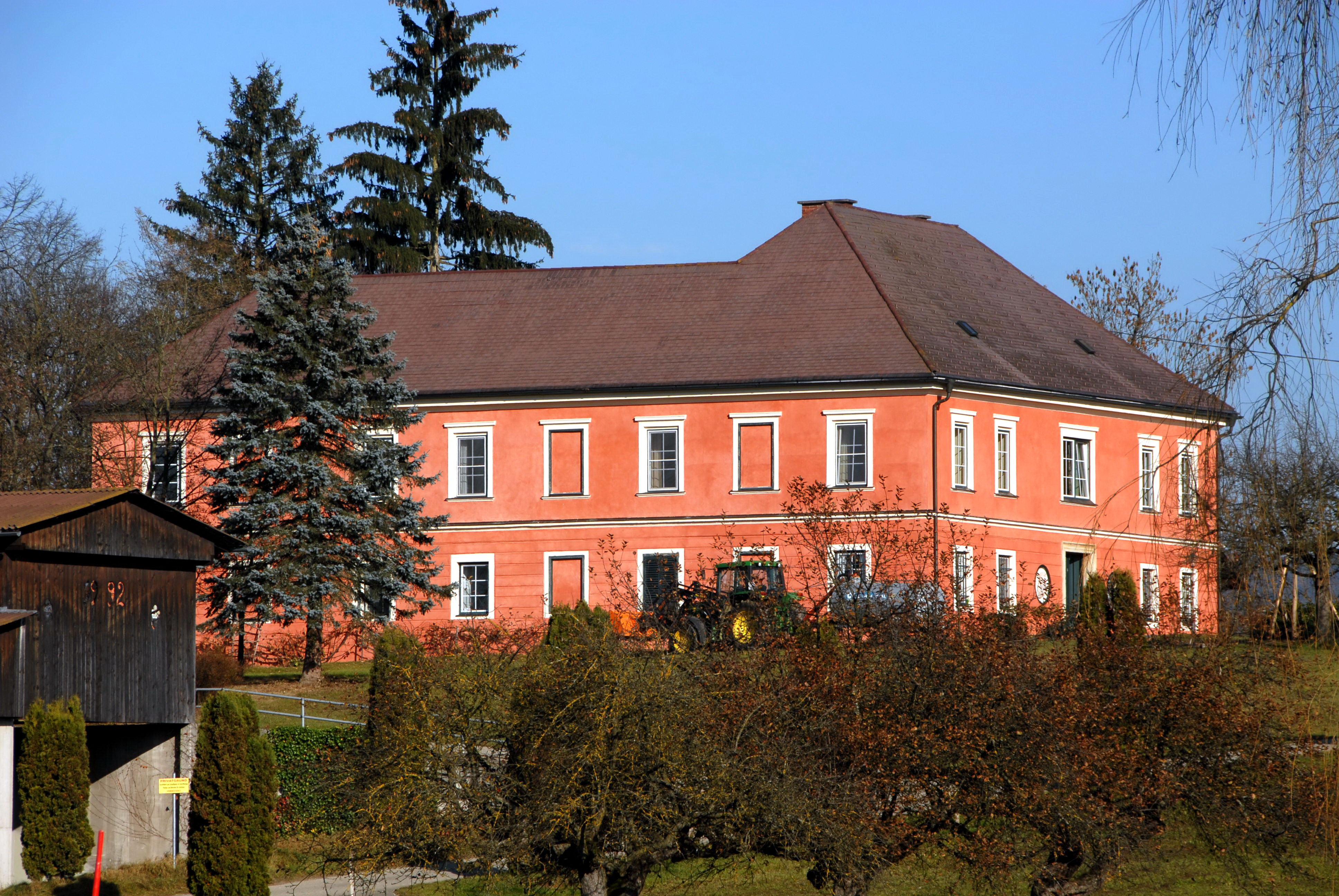
Schloss Pakein

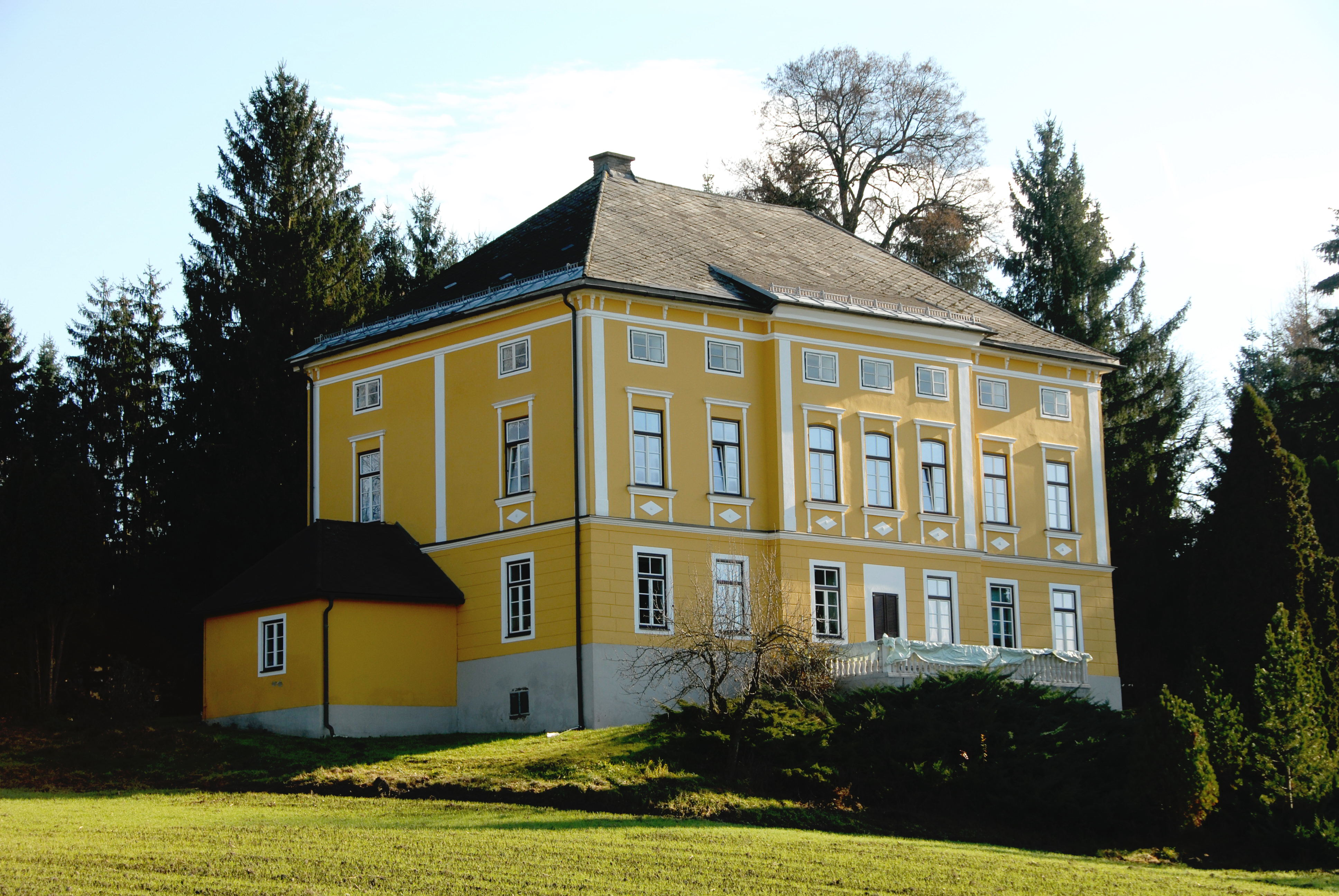
Schloss Riedenegg in Lind

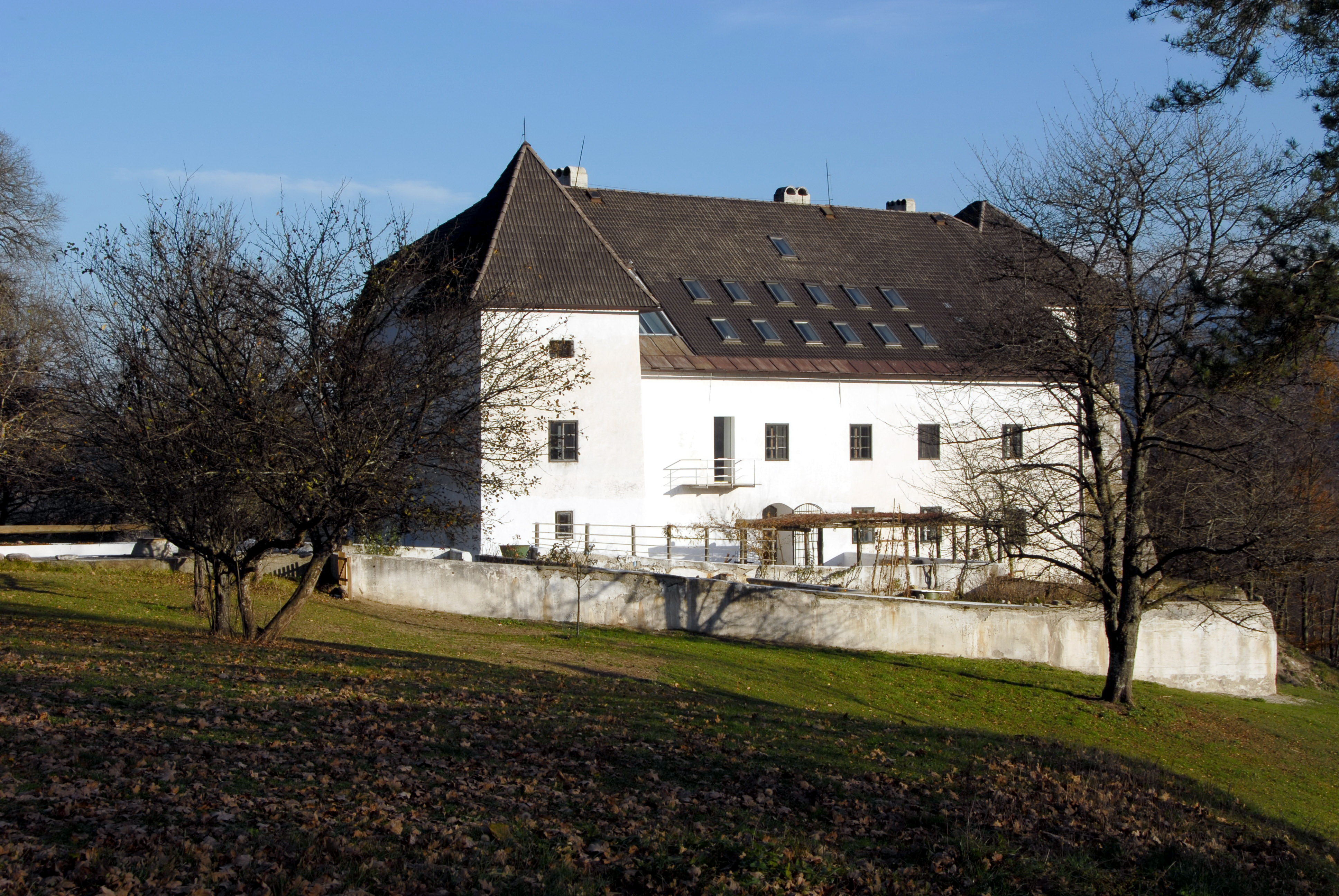
Schloss Saager

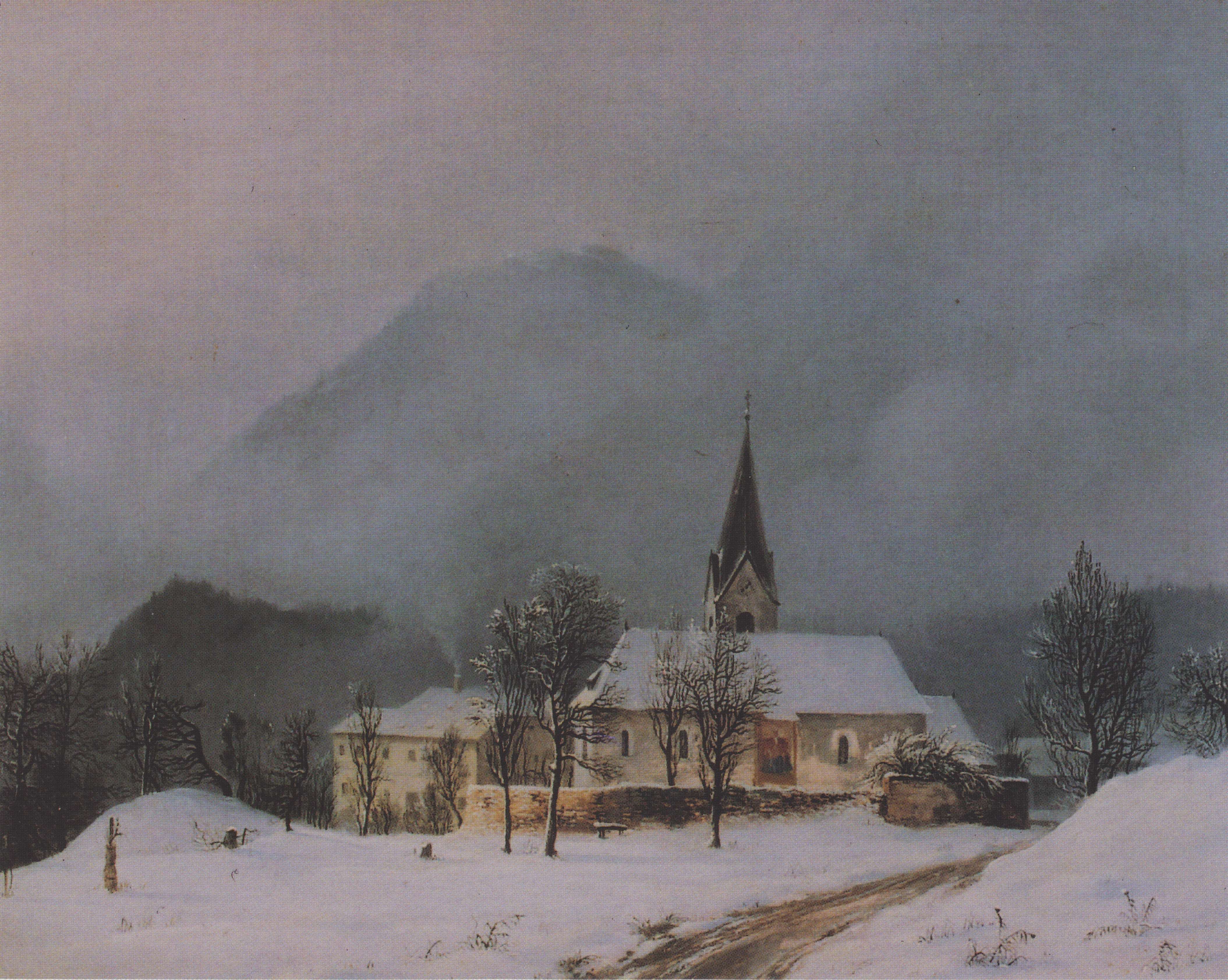
Markus Pernhart (1824–1871): Schloss Saager

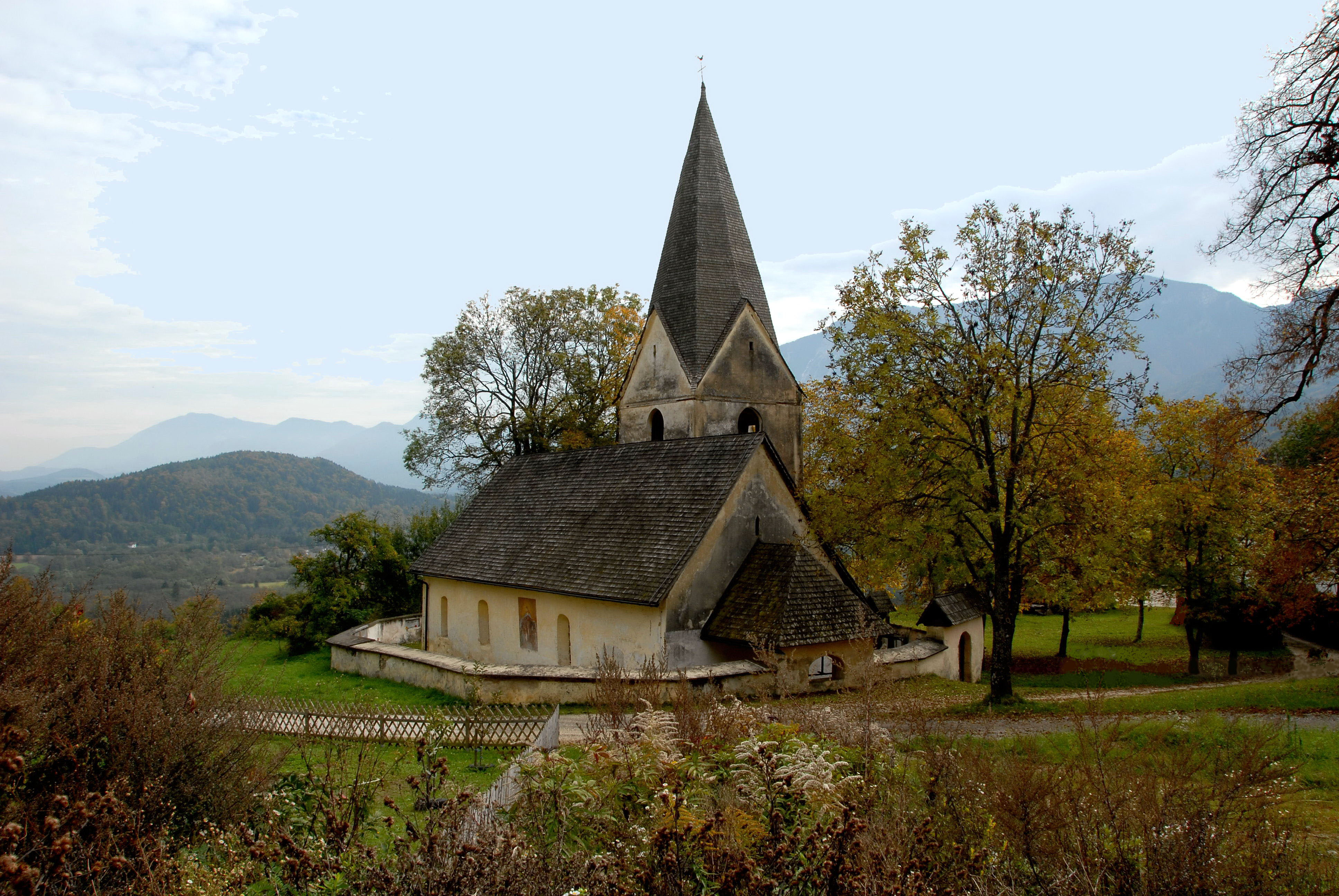
Sankt Anna in Saager

Grafenstein (slowenisch Grabštanj) ist eine Marktgemeinde mit 3088 Einwohnern (Stand 1. Jänner 2025) im Bezirk Klagenfurt-Land in Österreich, im Bundesland Kärnten.

## Geographie
Grafenstein liegt im Klagenfurter Becken, etwa 12 km östlich der Landeshauptstadt Klagenfurt am Wörthersee.

### Gemeindegliederung
Die Gemeinde ist in acht Katastralgemeinden gegliedert: Berg, Grafenstein (Grabštanj), Pakein (Pokinj), Replach (Replje), Saager (Zagorje), Thon (Jadovce), Truttendorf (Sepec), Wölfnitz (Valovca)
Das Gemeindegebiet umfasst folgende 31 Ortschaften (Einwohnerzahl Stand 1. Jänner 2025):
- Aich (Dobje) (22)
- Althofen (Stari Dvor) (112)
- Dolina (Dolina) (129)
- Froschendorf (Žvabiče) (120)
- Grafenstein (Grabštanj) (1093)
- Gumisch (Humelše) (63)
- Haidach (Vresje) (95)
- Hum (Hum) (23)
- Klein Venedig[2] (Ječmen) (67)
- Lind (Lipje) (54)
- Münzendorf (Incmanja vas) (28)
- Oberfischern (Zgornje Ribiče) (14)
- Oberwuchel (Zgornja Buhlja) (9)
- Pakein (Pokinj) (7)
- Pirk (Draža vas) (320)
- Replach (Replje) (66)
- Saager (Zagorje) (56) samt Haslach
- Sabuatach (Zablate) (16)
- Sand (Prod) (10)
- St. Peter (Šentpeter) (64)
- Schloss Rain (Krištofov Grad) (88)
- Schulterndorf (Starče) (228)
- Skarbin (Škrbinja) (17)
- Tainacherfeld (Tinjsko Polje) (70)
- Thon (Jadovce) (41)
- Truttendorf (Sepec) (85)
- Unterfischern (Spodnje Ribiče) (18)
- Unterwuchel (Spodnja Buhlja) (46)
- Werda (Brdo) (8)
- Wölfnitz (Valovca) (96)
- Zapfendorf (Malčape) (23)

Eine weitere Ortslage ist die Rotte Haslach.

### Nachbargemeinden
| Poggersdorf |                                             | Völkermarkt   |
| Klagenfurt  | Kompassrose, die auf Nachbargemeinden zeigt | Sankt Kanzian |
| Ebenthal    | Gallizien                                   |               |

## Geschichte
Grafenstein wurde 890 erstmals urkundlich erwähnt: Arnulf von Kärnten bestätigte dem Erzbischof Friedrich von Salzburg den Besitz von „Grauindorf“. Die im romanischen Baustil errichtete Pfarrkirche wurde 1116 geweiht. Anlässlich der Belehnung der Besitzung und des Hofes „Gravindorf“ wurde 1158 die Burg Grafenstein erstmals genannt. Nach dieser Burg benannte sich das Adelsgeschlecht der Grafensteiner, deren Siegel als Vorlage für das heutige Gemeindewappen diente, das aber schon im 14. Jahrhundert wieder ausstarb. Burg und Herrschaft wechselten anschließend häufig den Besitzer. Die Burg wurde beim Bergsturz des Dobratsch im Jahr 1348 stark beschädigt und verfiel allmählich. Als Johann Andreas von Rosenberg im Jahr 1629 Grafenstein erwarb, ließ er die bereits zur Ruine verfallene Burg nicht wiederherstellen, sondern westlich des Dorfes ein neues Schloss errichten.
Die Ortsgemeinde Grafenstein wurde im Jahr 1850 gebildet.
Im Kärntner Abwehrkampf wurde Grafenstein zum Kampfgebiet, als am 14. und 15. Dezember 1918 ein südslawischer Angriff auf Klagenfurt abgewehrt wurde. Bei der Kärntner Volksabstimmung am 10. Oktober 1920 stimmten in Grafenstein 88,1 %  für einen Verbleib bei Österreich.
Bei der Gemeindestrukturreform 1973 wurde Grafenstein um Teile des Gebiets der aufgelösten Ortsgemeinde Mieger erweitert. 1990 wurde Grafenstein das Recht zur Führung der Bezeichnung „Marktgemeinde“ verliehen.

## Bevölkerung
Nach der Volkszählung 2001 hat die Gemeinde Grafenstein 2.602 Einwohner, davon besitzen 97,1 % die österreichische Staatsbürgerschaft. Zur römisch-katholischen Kirche bekennen sich 90,1 % der Gemeindebevölkerung, zur evangelischen Kirche 2,8 %, ohne religiöses Bekenntnis sind 5,5 %.

### Bevölkerungsentwicklung
| Grafenstein: Einwohnerzahlen von 1869 bis 2024      | Grafenstein: Einwohnerzahlen von 1869 bis 2024 | Grafenstein: Einwohnerzahlen von 1869 bis 2024 | Grafenstein: Einwohnerzahlen von 1869 bis 2024 | Grafenstein: Einwohnerzahlen von 1869 bis 2024 |
| --------------------------------------------------- | ---------------------------------------------- | ---------------------------------------------- | ---------------------------------------------- | ---------------------------------------------- |
| Jahr                                                |                                                |                                                |                                                | Einwohner                                      |
| 1869                                                | 1869                                           |                                                | 2.165                                          | 2.165                                          |
| 1880                                                | 1880                                           |                                                | 2.318                                          | 2.318                                          |
| 1890                                                | 1890                                           |                                                | 2.393                                          | 2.393                                          |
| 1900                                                | 1900                                           |                                                | 2.263                                          | 2.263                                          |
| 1910                                                | 1910                                           |                                                | 2.091                                          | 2.091                                          |
| 1923                                                | 1923                                           |                                                | 2.053                                          | 2.053                                          |
| 1934                                                | 1934                                           |                                                | 1.923                                          | 1.923                                          |
| 1939                                                | 1939                                           |                                                | 2.165                                          | 2.165                                          |
| 1951                                                | 1951                                           |                                                | 2.262                                          | 2.262                                          |
| 1961                                                | 1961                                           |                                                | 2.458                                          | 2.458                                          |
| 1971                                                | 1971                                           |                                                | 2.685                                          | 2.685                                          |
| 1981                                                | 1981                                           |                                                | 2.618                                          | 2.618                                          |
| 1991                                                | 1991                                           |                                                | 2.630                                          | 2.630                                          |
| 2001                                                | 2001                                           |                                                | 2.602                                          | 2.602                                          |
| 2011                                                | 2011                                           |                                                | 2.827                                          | 2.827                                          |
| 2021                                                | 2021                                           |                                                | 3.043                                          | 3.043                                          |
| 2024                                                | 2024                                           |                                                | 3.063                                          | 3.063                                          |
| Quelle(n): Statistik Austria, Gebietsstand 1.1.2021 |                                                |                                                |                                                |                                                |

## Der slowenische Dialekt
Die Gemeinde Grafenstein zählt historisch zum slowenischen Dialektbereich (Mundart) des Klagenfurter Feldes (poljanski govor oz. poljanščina Celovškega Polja), der ein Übergangsdialekt zwischen den slowenischen Dialekten des Jauntals (podjunščina) und des Rosentals (rožanščina) ist. Als besondere Variante des slowenischen Rosentaler Dialekts hat ihn bereits Johann Scheinigg 1882 identifiziert, was in der dialektologischen Studie von Katja Sturm-Schnabl aufgrund von Feldforschungen bestätigt werden konnte. Scheinigg unterteilt in seinem Werk „Die Assimilation…“ den slowenischen Rosentaler Dialekt in drei geographische Gebiete: Das Untere Rosental, das Obere Rosental sowie die Klagenfurter Ebene. Zum letztgenannten Gebiet meint er: „…Die dritte Unter-Mundart herrscht in der Ebene um Klagenfurt (kl.), sie hat mit der ersten die Aussprache des e und o gemein, unterscheidet sich aber von den beiden vorhergehenden durch die häufige Zurückziehung des Accentes, wo ihn jene auf den Endsilben haben; dies gilt namentlich vom Neutrum der Substantive und Adjektive, z. B. […]“.

## Kultur und Sehenswürdigkeiten
- Burg Altgrafenstein
- Schloss Grafenstein
- Schloss Pakein
- Schloss Riedenegg in Lind
- Schloss Saager
- Schloss Truttendorf
- Katholische Pfarrkirche Grafenstein: Der Vorgängerbau der heutigen Pfarrkirche wurde 1116 geweiht und war eine Eigenkirche der Edlen von Lungau. Sie wurde wegen Baufälligkeit wiederaufgebaut und ging 1158 an das Gurker Domkapitel. Die Kirche ist ein einschiffiger, romanischer Bau mit Chorturm, polygonalem Chor und barocken Kapellenanbauten an der Nord- und Südseite. Der Turm hat spitzbogige Schallfenster und einen Zwiebelhelm[6]
- Katholische Pfarrkirche St. Peter bei Grafenstein
- Filialkirche Hl. Oswald in Thon
- Annakirche in Saager

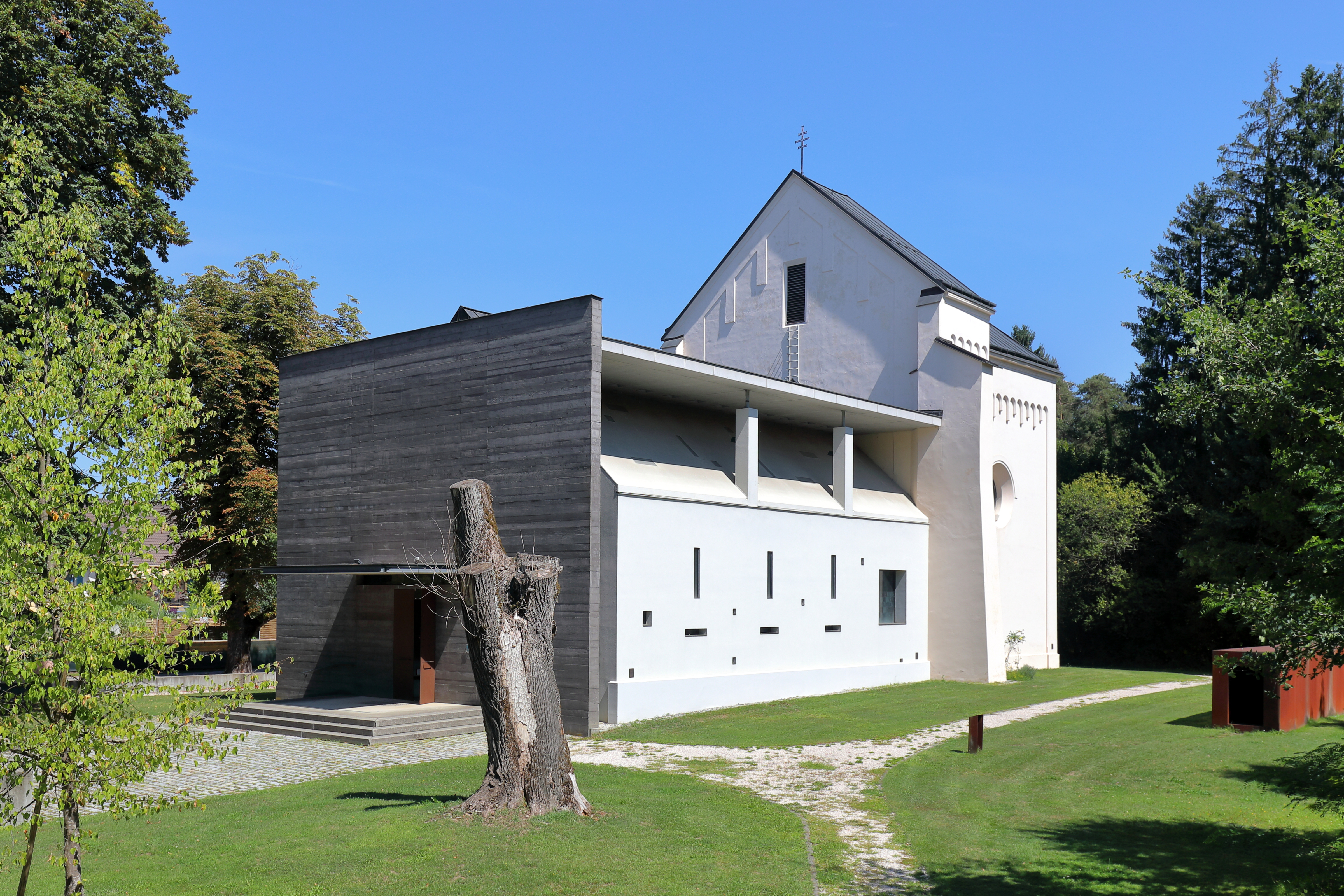
Dolina

- Filialkirche Hl. Maria im Walde in Dolina (Autobahnkirche) war einst eine beliebte und bedeutende slowenische, heute zweisprachige Wallfahrtskirche[7][8]

### Abwehrkämpfer-Bildstöcke
- Lerchbaumerkreuz bei Lind
- Pinterkreuz bei Thon
- Studentenkreuz bei Klein Venedig
- Gedenktafel am Wirtschaftsgebäude Korpitsch bei Schulterndorf
- Kriegerdenkmal am Kirchplatz in Grafenstein

### Kunstwerke
- Brunnen mit der Plastik „Jakob ringt mit dem Engel“ vom Bildhauer Jan Milan Krkoška auf dem Kirchplatz in Grafenstein
- „Der Stier“ von Prof. Wu Shaoxiang in Pakein (auf Initiative des Kunstförderers Gfrerer des Schlosses Pakein)
- „Vier Bilder des Lebens“ (1993/94) von Ernst Gradischnig in Pakein (auf Initiative des Kunstförderers Gfrerer des Schlosses Pakein)
- „Der gute Wächter“ von Karl Brandstätter im Kreisverkehr vor dem Marktgemeindeamt

### Kunsthandwerk
- In Grafenstein ist Österreichs letzte Handziegelei, in der Bodenfliesen – die Grafensteiner Platte – händisch „geschlagen“ werden, in Betrieb. Alois Falkinger hat die alte Ziegelfabrik von der Familie Orsini-Rosenberg in den 90er Jahren übernommen[9] und damit ein altes Handwerk gerettet. Denkmalgeschützte Gebäude in den Alpen wie das Heihsgut wurden mit diesem besonderen Boden traditionell ausgestattet.

## Wirtschaft und Infrastruktur

### Verkehr
Die Grafensteiner Landesstraße (L107) zweigt von der B 70 (Verbindung Klagenfurt nach Völkermarkt) östlich der Gurkerbrücke nahe Schloss Rain von der Packerstraße ab und führt direkt nach Grafenstein. Am Kreisverkehr vor dem Marktgemeindeamt führt die Route in südlicher Richtung weiter bis zur Annabrücke, Gallizien und Eisenkappel. Vom ÖR-Valentin-Deutschmann-Platz führt die L116 in östliche Richtung nach Tainach und Sankt Kanzian am Klopeinersee. Außerdem führt vom Marktgemeindeamt die L102 in westliche Richtung und verbindet die Ortschaft Truttendorf mit der L100, der Miegerer Straße in Ebenthal in Kärnten.
Einschneidende Maßnahmen erforderte der Bau der Koralmbahn, die künftig die Landeshauptstädte Klagenfurt und Graz miteinander verbinden wird: Die Tieferlegung der Trasse erforderte die Beseitigung von Industriegebäuden; die alte Bahnschrankenanlage wurde durch eine Straßenüberführung ersetzt.

### Medizinische Versorgung
Die Marktgemeinde Grafenstein verfügt über eine  Apotheke, zwei Kassenärzte für Allgemeinmedizin, eine Zahnärztin sowie Wahlärzte für Allgemeinchirurgie, Innere Medizin und Orthopädie. Mittels eines neuen, 2020 fertiggestellten Gesundheitszentrums Grafenstein mit Arztpraxen und Apotheke wird die Versorgung östlich der Landeshauptstadt Klagenfurt ausgebaut.

### Nahversorgung
Der Ort verfügt über ein Lagerhaus, einen Spar-Markt, einen Billa-Markt, sowie einen Bäcker und einen Fleischhauer.

### Industrie
In Grafenstein liegt das Kraftwerk Annabrücke, ein Laufkraftwerk an der Drau.

## Politik

### Gemeinderat
| Der Gemeinderat von Grafenstein hat 19 Mitglieder. \| Jahr \| SPÖ \| ÖVP \| FPÖ \| BZÖ \| GFG \| BA[A 1] \| LD[A 2] \| Link \| \| -------------------------------------------------------------------------------------------- \| --- \| --- \| --- \| --- \| --- \| ------- \| ------- \| ---- \| \| Gemeinderatswahl 1985 \| 4 \| - \| 1 \| - \| - \| - \| 14 \| [13] \| \| Gemeinderatswahl 1991 \| 4 \| - \| 3 \| - \| 2 \| - \| 10 \| [13] \| \| Gemeinderatswahl 1997 \| 3 \| - \| 4 \| - \| 2 \| - \| 10 \| [14] \| \| Gemeinderatswahl 2003 \| 3 \| - \| 5 \| - \| - \| - \| 11 \| [15] \| \| Gemeinderatswahl 2009 \| 2 \| - \| - \| 9 \| - \| - \| 8 \| [16] \| \| Gemeinderatswahl 2015 \| 3 \| - \| 2 \| - \| - \| 3 \| 11 \| [17] \| \| Gemeinderatswahl 2021 \| 3 \| - \| 3 \| - \| - \| 3 \| 10 \| [18] \| \| Anmerkungen: 1. ↑ BA … Bürger Allianz – Liste Helmut Nikel 2. ↑ LD … Liste Deutschmann (ÖVP) \| \| \| \| \| \| \| \| \| | Die zur Anzeige dieser Grafik verwendete Erweiterung wurde dauerhaft deaktiviert. Wir arbeiten aktuell daran, diese und weitere betroffene Grafiken auf ein neues Format umzustellen. (Mehr dazu) |     |     |     |     |    |    |        |
| Jahr | SPÖ | ÖVP | FPÖ | BZÖ | GFG | BA | LD | Link   |
| Gemeinderatswahl 1985 | 4 | -   | 1   | -   | -   | -  | 14 | [ 13 ] |
| Gemeinderatswahl 1991 | 4 | -   | 3   | -   | 2   | -  | 10 | [ 13 ] |
| Gemeinderatswahl 1997 | 3 | -   | 4   | -   | 2   | -  | 10 | [ 14 ] |
| Gemeinderatswahl 2003 | 3 | -   | 5   | -   | -   | -  | 11 | [ 15 ] |
| Gemeinderatswahl 2009 | 2 | -   | -   | 9   | -   | -  | 8  | [ 16 ] |
| Gemeinderatswahl 2015 | 3 | -   | 2   | -   | -   | 3  | 11 | [ 17 ] |
| Gemeinderatswahl 2021 | 3 | -   | 3   | -   | -   | 3  | 10 | [ 18 ] |
| Anmerkungen: 1. 2. | |     |     |     |     |    |    |        |

Direkt gewählter Bürgermeister ist Stefan Deutschmann (ÖVP-Liste Deutschmann).

### Wappen
Als Vorlage für das Wappen der Gemeinde diente das Siegel des Heinrich von Grafenstein, das an Urkunden aus den Jahren 1239 und 1240 erhalten ist. Es wurde der Gemeinde am 1. September 1954 verliehen und hat folgende Blasonierung: „Ein roter Schild, in welchem aus einer goldenen, mit fünf sichtbaren Perlenzinken gezierten Krone ein silberner goldbezungter Wolf hervorwächst.“ Die Fahne ist Rot-Gelb mit eingearbeitetem Wappen.

## Persönlichkeiten

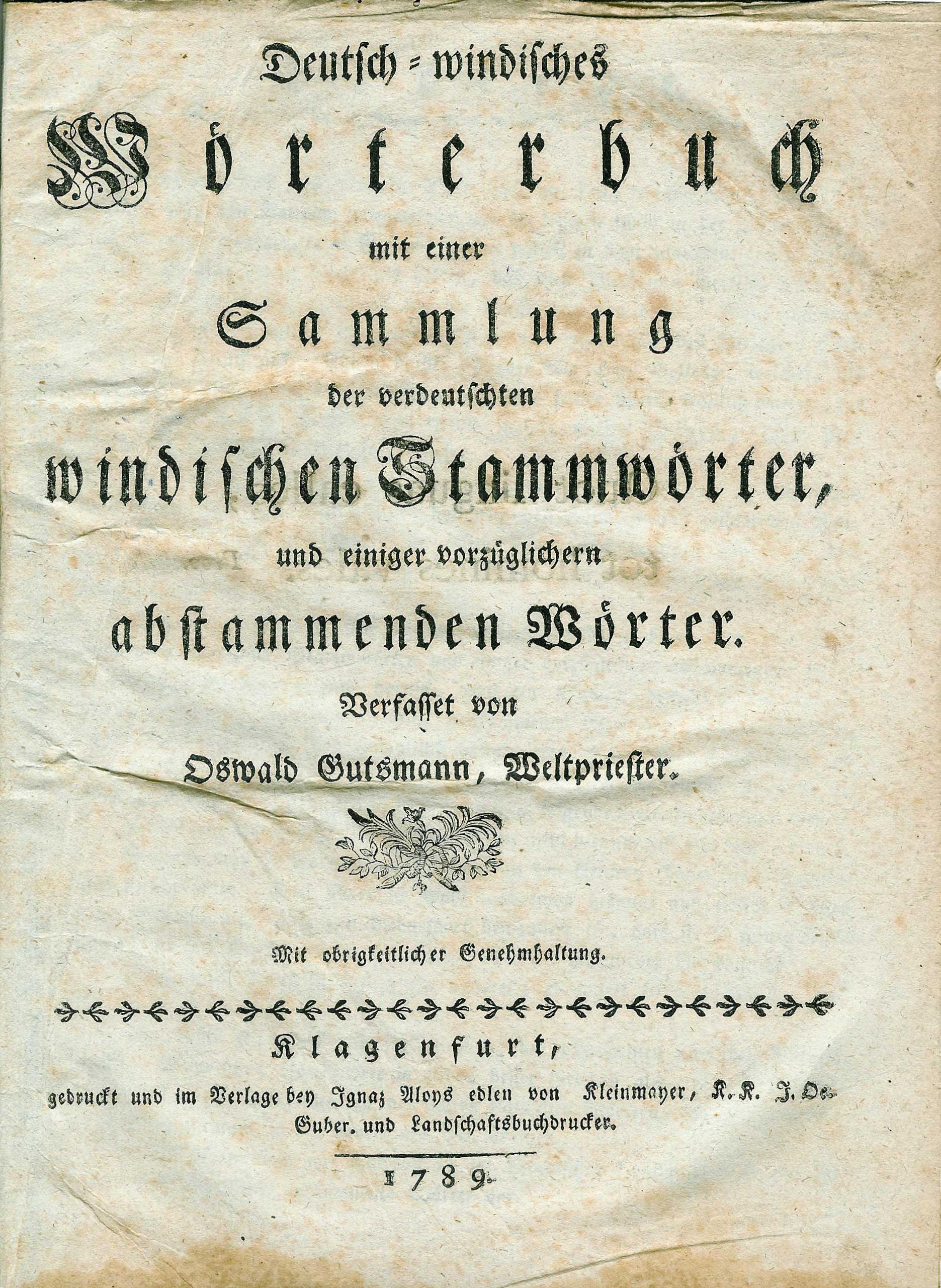
Oswald Gutsmann, Deutsch-windisches Wörterbuch, Klagenfurt 1789

### Söhne und Töchter der Gemeinde
- Oswald Gutsmann/ Ožbalt Gutsman (1727–1790), slowenischer Lexikograf und Sprachwissenschaftler, Autor bedeutender Werke[21]
- Franz Xaver Luschin (1781–1854), Fürstbischof von Trient 1824–1834, Erzbischof von Lemberg 1834–1835 und Fürsterzbischof von Görz 1835–1854, geboren am Sonnenhof vulgo Luschin in Hum 18
- Gustav von Metnitz (1862–1915), Bürgermeister von Klagenfurt 1909–1915, geboren im Schloss Rain bei Grafenstein
- Michael Nagele (1884–1969), Politiker (SPÖ) und Bundesbahnbeamter
- Valentin Deutschmann (1928–2010), Landwirt und Politiker (ÖVP), Bürgermeister von Grafenstein 1958–2008
- Peter Barac (1964–2025), Fußballspieler
- Stephan Stückler (* 1985), Fußballspieler

### Mit der Gemeinde verbundene Persönlichkeiten
- Bernhard Gritsch (* 1963), Rauchfangkehrermeister und Politiker (FPK, früher FPÖ bzw. BZÖ)
- Giselbert Hoke (1927–2015), Bildhauer und Maler, hatte sich im Schloss Saager ein Domizil und Atelier geschaffen.
- Helmut Nikel (* 1966), Politiker (BZÖ)
- Stephan Michael Tauschitz (* 1978), Beamter und Politiker (ÖVP)